# Parc Piedmont
Le parc Piedmont (en anglais Piedmont Park, litt. « Parc du Piémont ») est un parc situé à Atlanta, à environ 1,6 km au nord-est du centre-ville.